# Famiglia di lanciatori Angara

La famiglia di razzi lanciatori Angara

Il razzo Angara è un vettore di lancio in via di sviluppo, progettato per posizionare in orbita dei carichi utili pesanti. È attualmente in via di sviluppo al Centro statale di ricerca e produzione spaziale Chruničev (GKNPC Chruničev) a Mosca. Il razzo sarà lanciato principalmente dal Cosmodromo di Pleseck, in modo da ridurre la dipendenza della Russia dall'uso del Cosmodromo di Bajkonur, ora di proprietà della indipendente Repubblica del Kazakistan, da dove attualmente sono lanciati tutti i razzi russi della corrente generazione. Ad ogni modo, il pesante Angara A5 sarà lanciato sia da Pleseck che da Baikonur.
Il razzo Angara fornirà una capacità di sollevamento simile a quella del Proton, il lanciatore pesante dell'Unione Sovietica e ora della Russia. I razzi sono progettati per essere modulari, simili allo EELV statunitense, e la famiglia avrà una gamma di configurazioni capace di trasportare dai 2 000 ai 25500 kg in orbita terrestre bassa (LEO). A seconda della configurazione, il primo stadio può essere composto da 1, 3 o 5 Universal Rocket Modules (URM). Ogni modulo userà ossigeno liquido (LOX) e cherosene (nella sua variante RP-1) al posto del combustibile ipergolico: in questo modo si elimina la necessità per la Russia di decontaminare i siti dove il razzo va eventualmente a precipitare e allo stesso tempo permette l'uso di tecnologie odierne che sono state usate su tutti i lanciatori sovietici e russi dagli anni cinquanta. Angara, come l'odierno Sojuz, può essere dotato di uno stadio superiore LOX/RP-1, oppure, similmente all'Atlas V degli Stati Uniti, di uno stadio superiore criogenico alimentato a LOX ed idrogeno liquido (LH2), simile allo stadio superiore Centaur.
Nelle ultime notizie, la GKNPC Chruničev ha dichiarato che il centro avrebbe potuto sviluppare, se necessario, un nuovo razzo Angara potenziato, in grado di posizionare in orbita carichi utili fra le 45 e le 175 tonnellate.
Il primo lancio di un Angara (versione 1.2PP) è avvenuto nel 2014 dal Cosmodromo di Pleseck.
Il 23 dicembre 2014 è stato portato a termine con successo anche il lancio della versione pesante, Angara 5.

## Specifiche del razzo Angara
| Version                             | Angara 1.1    | Angara 1.2        | Angara A3         | Angara A5         | Angara A5/KVRB    |
| ----------------------------------- | ------------- | ----------------- | ----------------- | ----------------- | ----------------- |
| Primo stadio                        | 1xURM, RD-191 | 1xURM, RD-191     | 3xURM, RD-191     | 5xURM, RD-191     | 5xURM, RD-191     |
| Secondo stadio                      | Breeze-KM     | Block I, RD-0124A | Block I, RD-0124A | Block I, RD-0124A | Block I, RD-0124A |
| Terzo stadio (non usato per le LEO) | —             | —                 | Breeze-M          | Breeze-M          | KVRB              |
| Spinta (a terra)                    | 1920 kN       | 1 920 kN          | 5 770 kN          | 9 610 kN          | 9 610 kN          |
| Peso al lancio                      | 149 t         | 171,5 t           | 478 t             | 773 t             | 790 t             |
| Altezza (massima)                   | 34,9 m        | 41,5 m            | 45,8 m            | 55,4 m            | 64 m              |
| Carico Utile (LEO 200 km)           | 2 t           | 3,7 t             | 14,6 t            | 24,5 t            | 24,5 t            |
| Carico Utile (GTO)                  | —             | —                 | 2,4 t             | 5,4 t             | 6,6 t             |
| Carico Utile (GEO)                  | —             | —                 | —                 | 2,8 t             | 4 t               |

Lanciatori Confrontabili:
- Ariane 5
- Atlas V
- Lunga Marcia 5
- Delta IV
- Falcon 9
- GSLV III
- Proton

## Storia dello sviluppo
Il 26 agosto del 1995, il governo della Russia adottò una risoluzione per lo sviluppo del lanciatore Angara.
Il 12 dicembre 2007, la GKNPC Chruničev ha annunciato che alla NPO Energomaš, gli ingegneri avevano testato con successo le parti idrauliche e gli attuatori direzionali per il primo stadio in condizioni di quasi-volo.
In cooperazione con il Salyut Design Bureau, la Khrunichev ha progettato il razzo impulsore riusabile Baikal, da utilizzare come primo stadio della famiglia Angara.
Il 14 aprile 2008, l'agenzia giornalistica Rian ha riportato che secondo il direttore del GKNPC Chruničev, i test di volo per il veicolo lanciatore russo di nuova generazione inizieranno nel 2010.
Vladimir Nesterov ha dichiarato in un'intervista con il quotidiano Rossijskaja Gazeta che: "I test di volo inizieranno nel 2010. All'inizio del 2011, lanceremo la versione leggera dell'Angara, mentre la classe pesante Angara-5 sarà lanciata alla fine dello stesso anno". Inoltre ha aggiunto che l'Angara non sarà usato solo per scopi militari, ma anche per scopi civili, specificamente per posizionare in orbita satelliti parte del Programma Spaziale Federale e per progetti spaziali internazionali.
Il lanciatore sud-coreano NARO-1 utilizza una versione modificata dell'URM1.
Il primo lancio di Angara è avvenuto con successo il 9 luglio 2014 da Pleseck, con una versione speciale denominata Angara 1.2PP, composto da 1 modulo URM1 e 1 URM2 (normalmente previsto come secondo stadio di Angara A5), in modo da collaudare entrambi gli elementi, più un simulatore di payload. È stata usata una traiettoria suborbitale.

## Componenti
- L'URM-1 è lo stadio principale del lanciatore e va a RP-1. È spinto dal motore RD-191 monocamerale, derivante dall'RD-170 quadricamerale usato sull'Energia ed è costituito da un serbatoio superiore di ossigeno liquido, una parte intermedia per apparecchiature di controllo e il serbatoio inferiore di cherosene.[6]
- L'URM-2 va anch'esso a cherosene e deriva dal secondo stadio sul Soyuz-B. Ha un diametro di 3,6 m sull'Angara 5, che si riducono a 2,66 sull'Angara 1.2.[7]
- Per orbite basse non sono previsti stadi superiori, ma per orbite più alte impiega lo stadio Briz del Proton-M. È costituito da un serbatoio toroidale attorno ad uno centrale e usa una miscela di tetraossido di diazoto ipergolico e UDMH, con 14,6 t di capacità. Lo stadio ha una durata di 2000 s e può essere riacceso per 8 volte. Un'alternativa può essere il KVTK, a ossigeno e idrogeno liquidi, che fornisce una spinta di 10,3 t e presenta lunghezza di 9 m, larghezza di 4,5 m, peso a secco di 3,7 t.[8][9]

## Versioni

### Angara 1.1
Inizialmente era prevista questa versione ancora più piccola con un Briz-KM per secondo stadio, per una capacità di 2 t, ma è stato cancellato perché ritenuto della stessa classe del Soyuz-2-1v.

### Angara 1.2

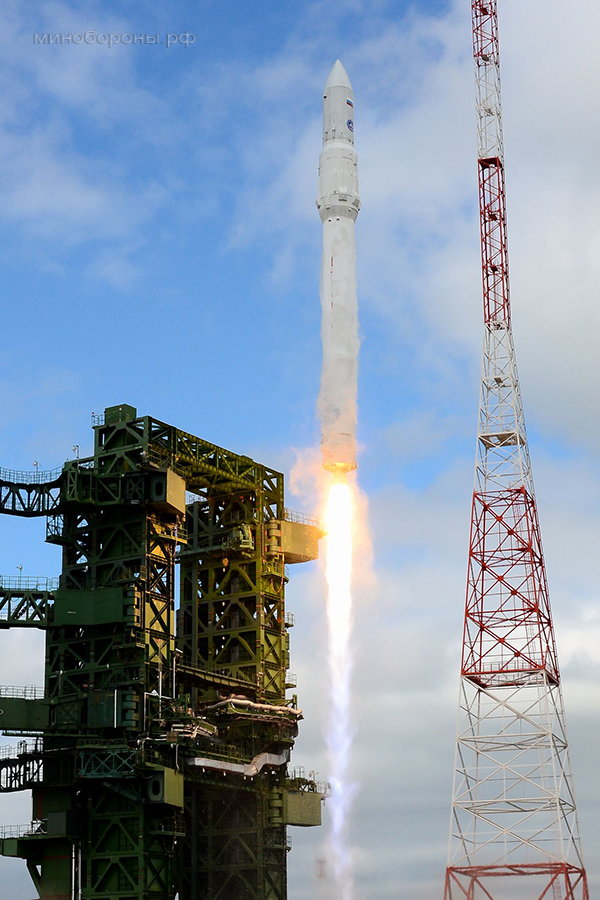
Angara 1.2pp

L'Angara 1.2 è la versione minore, con il primo stadio URM-1 e un secondo stadio più leggero, e ha una capacità 3,8 t a 200 km di altezza.
L'Angara 1.2pp è una versione modificata dell'1.2, con lo stadio URM-2 per testare più componenti della categoria. È stato lanciato nel 2014 e pp (pervyj polët) sta per primo volo.

### Angara A3
L'Angara A3 è costituito al primo stadio da un URM-1 centrale affiancato da altri due laterali, al secondo stadio dall'URM-2 e ha una capacità di 14,6 t a 200 km e in orbita GTO 2,4 t con il terzo stadio Briz-M o 3,6 t col KVTK. Questa versione potrebbe servire come sostituta dello Zenit.

### Angara A5

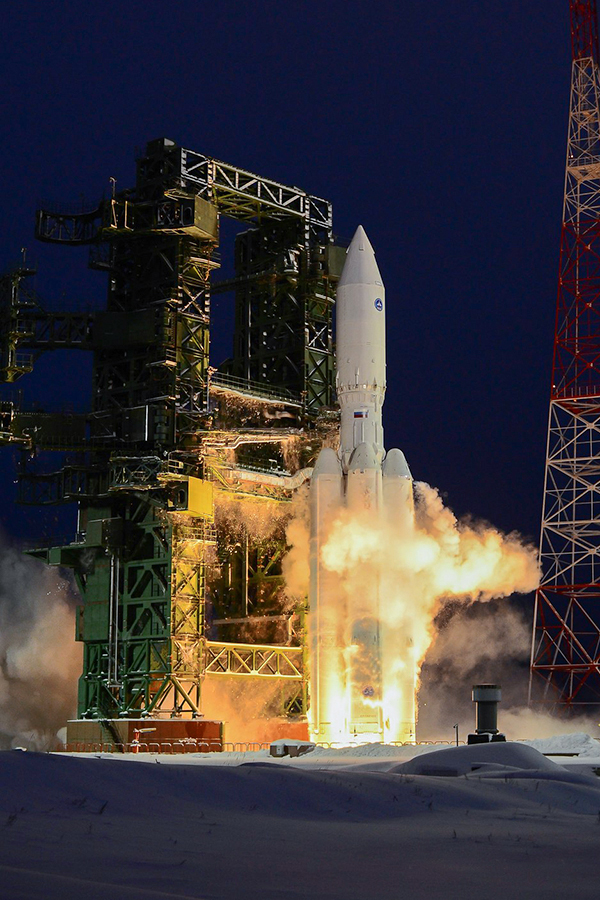
Angara 5

La seconda versione ufficiale è il lanciatore pesante Angara 5, composto da un primo stadio URM-1, affiancato da altri 4 che fungono da razzi ausiliari, il secondo stadio URM-2 e per terzo stadio il Briz-M o il KVTK. Dopo il decollo i razzi laterali spingono per 214 s, mentre l'URM-1 centrale da una spinta ridotta al 30% per risparmiare combustibile. La capacità di carico è di 24.500 kg a 200 km e 5,4 t in orbita GTO tramite il Briz-M o 7,5 t tramite il KVTK.

#### Angara A5P
Questa versione dell'Angara A5 ha lo scopo di trasportare un veicolo spaziale e prevede la sostituzione del secondo stadio col veicolo stesso.

#### Angara A5V
È stata proposta una versione migliorata dell'A5, con la spinta dell'URM-1 incrementata del 10% e lo stadio URM-2 modificato nell'URM-2V a idrogeno e ossigeno liquidi.

### Angara A7
È stata proposta anche questa versione per arrivare ad una capacità di carico di 35 t ad un'altezza di 200 km o 12,5 t in orbita GTO, ma è stata rifiutata perché richiederebbe 6 razzi URM-1 e lo stadio KVTK-A7 entrambi modificati, oltre a delle apposite piattaforme di lancio.